# 분산 제어 시스템

분산 제어 조작의 중요 단계

분산 제어 시스템(distributed control system, DCS)은 보통은 자율 컨트롤러들이 시스템에 분산되어 있는 수많은 제어 루프가 있는 공정이나 공장을 위해 컴퓨터가 구비된 제어 시스템이며 중앙 조작자의 감시 제어가 존재하지 않는다. 이는 중앙집권적 컨트롤러를 사용하는 시스템(별도의 컨트롤러가 중앙 통제실이나 중앙 컴퓨터 안에 위치되어 있는)과는 대조된다. DCS 개념은 원격 감시와 더불어 처리 공장 주변에 통제 기능을 분산시켜서 신뢰성을 제고시키고 설치 비용을 줄여준다.
분산 제어 시스템은 처음에는 규모가 큰 고부가가치의 안전이 중요한 공정 산업에 처음 등장하였으며 DCS 제조업체가 통합 패키지로서 지역적 통제 장비와 중앙 통제 장비를 모두 공급함으로써 설계적 연동 위험을 줄일 수 있어서 상당히 매력적이었다. 오늘날 스카다와 DCS 시스템의 기능은 매우 유사하지만 DCS는 높은 신뢰성과 보안이 중요하고 통제실이 지리학적으로 먼 거리에 떨어져있지 않은, 대형의 지속적인 처리 공장에 사용되는 경향이 있다.
"분산 제어"라는 용어는 각각 고유한 기능을 갖고 있으나 통합된 기능을 수행하도록 서로 연결된 일단의 프로그램들을 의미한다.